# Dally Randriantefy
Dally Randriantefy (née le 23 février 1977 à Antananarivo) est une joueuse de tennis malgache, professionnelle de 1994 à 2006.
44e mondiale en avril 2005, elle est la meilleure représentante de son pays au plus haut niveau international et la joueuse noire africaine la mieux classée de l'ère Open.

## Biographie
Junior, elle est finaliste aux Petits As en 1991, battue par la future numéro un mondiale Martina Hingis.
À trois reprises, elle atteint le 3e tour en simple dans une épreuve du Grand Chelem. Ses meilleures performances sur le circuit WTA sont deux demi-finales à Acapulco et Strasbourg en 2005. Elle s'impose aussi à dix reprises sur le circuit ITF, sept fois en simple et trois en double dames. Elle a notamment remporté le titre à Denain et Bordeaux en 2002.
Elle participe aux Jeux olympiques de 1992 à Barcelone et à ceux de 1996 à Atlanta, à la fois en simple et double dames avec sa sœur cadette Natach, puis à ceux de 2004 à Athènes, seulement en simple. Elle est la porte-drapeau de la délégation malgache lors des Jeux de 1996.
Elle compte des victoires sur des joueuses ayant été bien mieux classées qu'elle ou qui ont eu un meilleur classement en carrière meilleur que le sien, telles que Émilie Loit[Où ?][Quand ?], Florencia Labat[Où ?][Quand ?], Silvia Farina[Où ?][Quand ?], Alexandra Stevenson[Où ?][Quand ?] ou encore  Kaia Kanepi (en finale d'un tournoi ITF à Joué-lès-Tours[Quand ?]).
Elle prend sa retraite sportive après une défaite au premier tour à l'Open d'Australie 2006 contre Akgul Amanmuradova.
Randriantefy est la seule joueuse malgache à avoir intégré le top 50 au classement WTA.

## Parcours en Grand Chelem

### En simple dames
| Année | Open d'Australie | Open d'Australie | Internationaux de France | Internationaux de France | Wimbledon       | Wimbledon      | US Open         | US Open         |
| ----- | ---------------- | ---------------- | ------------------------ | ------------------------ | --------------- | -------------- | --------------- | --------------- |
| 1995  | 3e tour (1/16)   | Mary Pierce      | -                        | -                        | -               | -              | 1er tour (1/64) | Ann Grossman    |
| 1996  | 2e tour (1/32)   | L. Richterová    | 2e tour (1/32)           | Mary Pierce              | 1er tour (1/64) | Amy Frazier    | 3e tour (1/16)  | Monica Seles    |
| 1997  | 1er tour (1/64)  | Joannette Kruger | -                        | -                        | -               | -              | -               | -               |
| 2002  | -                | -                | 2e tour (1/32)           | Serena Williams          | -               | -              | -               | -               |
| 2003  | 1er tour (1/64)  | Paola Suárez     | 3e tour (1/16)           | Justine Henin            | 1er tour (1/64) | Amanda Coetzer | 1er tour (1/64) | Silvija Talaja  |
| 2004  | 1er tour (1/64)  | E. Likhovtseva   | 1er tour (1/64)          | Zheng Jie                | 1er tour (1/64) | L. Davenport   | 2e tour (1/32)  | Paola Suárez    |
| 2005  | 2e tour (1/32)   | Serena Williams  | 1er tour (1/64)          | Květa Peschke            | 1er tour (1/64) | Květa Peschke  | 2e tour (1/32)  | Maria Sharapova |
| 2006  | 1er tour (1/64)  | A. Amanmuradova  | -                        | -                        | -               | -              | -               | -               |

À droite du résultat, l’ultime adversaire.

### En double dames
| Année | Open d'Australie             | Open d'Australie          | Internationaux de France     | Internationaux de France | Wimbledon                 | Wimbledon               | US Open                     | US Open             |
| ----- | ---------------------------- | ------------------------- | ---------------------------- | ------------------------ | ------------------------- | ----------------------- | --------------------------- | ------------------- |
| 2005  | -                            | -                         | 1er tour (1/32) A. Smashnova | M. Camerin T. Garbin     | 1er tour (1/32) Meilen Tu | Émilie Loit B. Strýcová | 2e tour (1/16) A. Smashnova | Rika Fujiwara Li Na |
| 2006  | 1er tour (1/32) A. Smashnova | Gisela Dulko M. Kirilenko | -                            | -                        | -                         | -                       | -                           | -                   |

Sous le résultat, la partenaire ; à droite, l’ultime équipe adverse.

## Parcours aux Jeux olympiques

### En simple dames
| # | Date       | Nom de l'olympiade            | Surface      | Résultat        | Ultime adversaire  | Score    |          |
| - | ---------- | ----------------------------- | ------------ | --------------- | ------------------ | -------- | -------- |
| 1 | 28/07/1992 | Olympic Games, Barcelone      | Terre (ext.) | 1er tour (1/32) | Patricia Hy        | 6-2, 6-1 | Parcours |
| 2 | 23/07/1996 | Summer Olympics, Atlanta      | Dur (ext.)   | 1er tour (1/32) | Kimiko Date        | 6-0, 6-1 | Parcours |
| 3 | 15/08/2004 | Olympic Tennis Event, Athènes | Dur (ext.)   | 1er tour (1/32) | Tatiana Perebiynis | 6-3, 6-4 | Parcours |

### En double dames
| # | Date       | Nom de l'olympiade      | Surface      | Résultat        | Partenaire           | Ultimes adversaires               | Score    |          |
| - | ---------- | ----------------------- | ------------ | --------------- | -------------------- | --------------------------------- | -------- | -------- |
| 1 | 28/07/1992 | Olympic Games Barcelone | Terre (ext.) | 1er tour (1/16) | Natacha Randriantefy | Conchita Martínez Arantxa Sánchez | 6-0, 6-0 | Parcours |
| 2 | 23/07/1996 | Summer Olympics Atlanta | Dur (ext.)   | 1er tour (1/16) | Natacha Randriantefy | Conchita Martínez Arantxa Sánchez | 6-1, 6-3 | Parcours |

## Classements WTA

### Classements en simple en fin de saison
| Année | 1993 | 1994 | 1995 | 1996 | 1997 | 1999 | 2000 | 2001 | 2002 | 2003 | 2004 | 2005 |
| Rang  | 420  | 254  | 119  | 114  | 202  | 387  | 163  | 139  | 93   | 101  | 62   | 68   |

Source : (en) « Classements de Dally Randriantefy », sur le site officiel du WTA Tour

### Classements en double en fin de saison
| Année | 1993 | 1994 | 1995 | 1996 | 1997 | 1999 | 2000 | 2001 | 2002 | 2003 | 2004 | 2005 |
| Rang  | 583  | 335  | 512  | -    | -    | 798  | 798  | 254  | 244  | -    | -    | 372  |

Source : (en) « Classements de Dally Randriantefy », sur le site officiel du WTA Tour